# نبرد آدریانوپل (۳۲۴ میلادی)
نبرد آدریانوپل در ۳ ژوئیه ۳۲۴ میلادی بین نیروهای امپراتوری روم غربی به رهبری کنستانتین بزرگ و امپراتوری بیزانس تحت فرماندهی لیسینیوس رخ داد. این نبرد در نزدیکی شهر ادرنه ترکیه امروزی روی داد که سرانجام به شکست سنگین بیزانس و پیروزی کنستانتین بزرگ انجامید.

## پیش زمینه

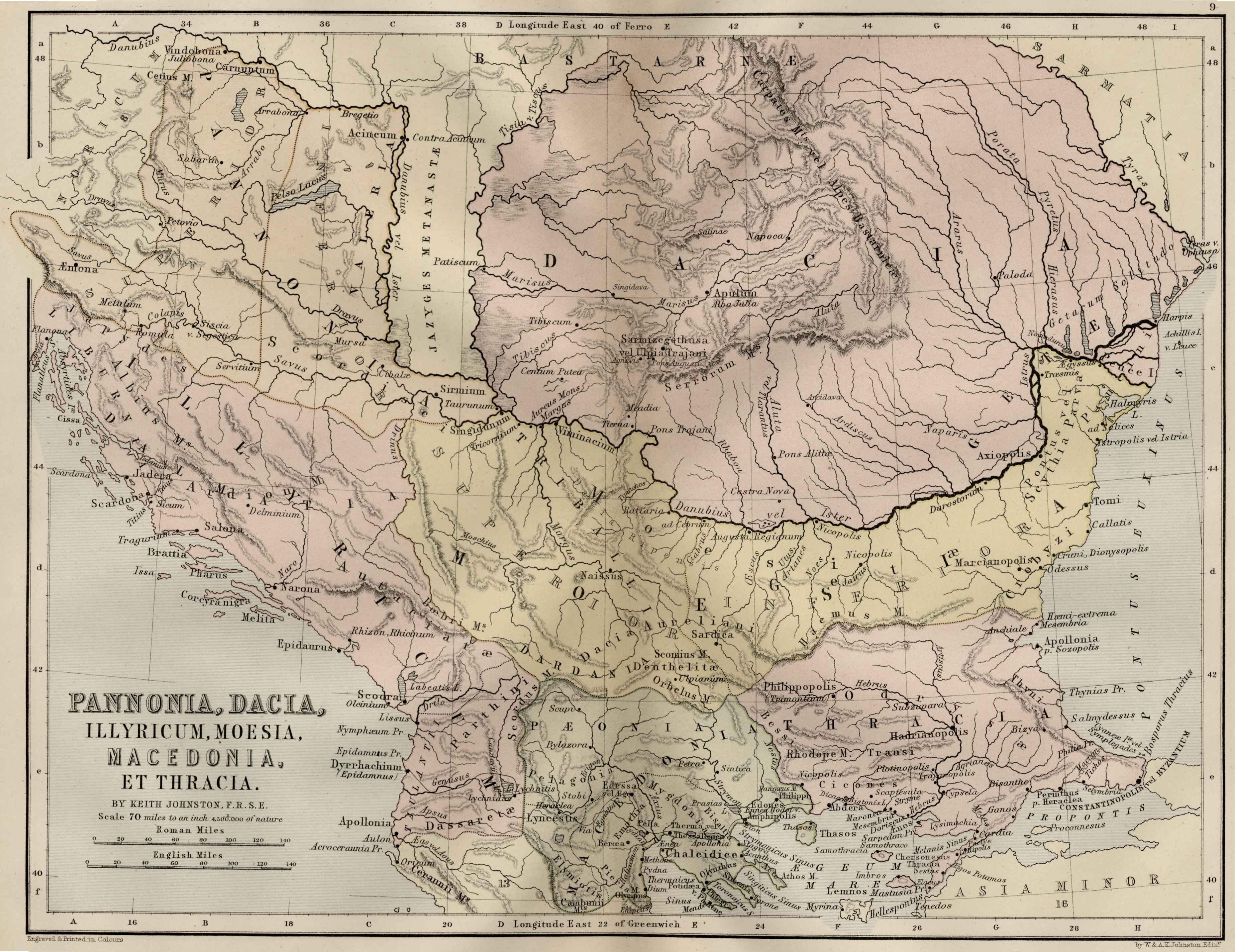
شهر آدریانوپل (هادریانوپولیس) و رودخانه یِ ماریتسا در نقشه نشان داده شده‌است.

در ۸ اکتبر ۳۱۴ نیروهای کنستانتین و لیسینیوس در سیبالی در پانونیا بایکدیگر درگیر شدند. کنستانتین قوای لیسینیوس را شکست داد و موفق به فتح تمام شبه جزیره بالکان به غیر از تراکیه شد. پیمان صلح بین دو امپراتور بسته شد اما روابط بین این دو همچنان مخدوش ماند. در ۳۲۲ کنستانتین برای مقابله با تاخت و تازهای گوت‌ها وارد قلمرو لیسینیوس شد و همین امر بهانهٔ کافی را به لیسینیوس داد تا کنستانتین را به نقض پیمان متهم کند و دو طرف در ۳۲۴ وارد جنگ با یکدیگر شدند. دو سپاه در سوم ژوئیه در آدریانوپل با یکدیگر روبرو شده و نیروهای لیسینیوس با وجود نفرات بیشتر از کنستانتین شکست خوردند و لیسینیوس مجبور به عقب‌نشینی به بیزانتیوم شد. کمی بعد کریسپوس، پسر بزرگ کنستانتین نیز موفق به درهم شکستن ناوگان لیسینیوس شد. به‌دنبال این شکست لیسینیوس، مارتینیانوس را به امپراتوری مشترک با خود برگزید و او را به لامپساکوس فرستاد تا مانع حرکت سپاه کنستانتین از تراکیه به هلسپونت شود.